# Ready or Not (videogioco)
Ready or Not è un videogioco sparatutto tattico in prima persona sviluppato da VOID Interactive. È stato pubblicato il 17 dicembre 2021 in accesso anticipato solo per Microsoft Windows e distribuito in lingua inglese tramite la piattaforma Steam.
Il gioco consiste nel comandare una squadra di polizia SWAT in diverse situazioni realistiche. Ready or Not viene considerato dalla comunità di giocatori come il successore non ufficiale della serie di videogiochi SWAT , il cui ultimo capitolo è stato pubblicato nel 2005.

## Modalità di gioco

### Ambientazione
Ready or Not è ambientato nella città immaginaria statunitense di Los Suenos, dove povertà e criminalità hanno preso il sopravvento.  Il giocatore, nei panni di Judge, comandante di un’unità SWAT, deve risolvere situazioni pericolose disinnescando bombe, salvando ostaggi e liberando aree da criminali armati. 

### Caratteristiche
Il realismo è la caratteristica principale del gioco. Il team di sviluppatori ha preso contatto con vere squadre di polizia, di diversi paesi in tutto il mondo, per rendere l’esperienza di gioco più realistica possibile. 
Gli sviluppatori si sono concentrati su diversi aspetti: l’accuratezza dei movimenti, la varietà di possibili comandi per eseguire un’azione, la selezione dell’equipaggiamento più adatto a ogni missione, il diverso comportamento che assumono i nemici, il funzionamento delle armi e la gravità dei danni da esse causati.
Le missioni non contengono filmati di presentazione: il giocatore è da subito immerso nell’azione.  Il giocatore non si muove da solo ma insieme a un’unità di poliziotti alleati il cui numero varia da un minimo di 4 a un massimo di 8.  I compagni assistono il giocatore nel completamento delle missioni e nell’avanzamento all’interno delle mappe.

### Giocatore singolo
Dopo aver avviato il gioco e selezionato dal menù iniziale la modalità singleplayer, il giocatore si ritrova nel quartier generale dell’unità SWAT della città di Los Suenos. In questo luogo è possibile modificare il proprio equipaggiamento e quello dei compagni recandosi nello spogliatoio e aprendo l’armadietto. Inoltre all’interno dello spogliatoio si trova un tavolo dove personalizzare l’arma principale e quella secondaria. 
Durante la missione gli alleati sono controllati dall’IA ma è possibile fare eseguire loro specifiche azioni dettate dal giocatore. 
Nella sala principale è presente una scrivania da cui è possibile selezionare una delle otto mappe giocabili,  ognuna delle quali prevede cinque modalità di gioco:
- Barricaded Suspect: i giocatori devono individuare e salvare i civili sequestrati dai criminali. È necessario arrestare i malviventi senza ucciderli, a meno che non minaccino l’incolumità di un civile o di un membro della squadra SWAT.
- Raid: i nemici sono più aggressivi e rendono l’azione più dinamica in quanto tentano di uccidere sin da subito il giocatore e i suoi compagni. Sono frequenti gli scontri con arma da fuoco. Gli obiettivi principali sono gli stessi della modalità precedente.
- Active Shooter: i civili sono costantemente in pericolo in quanto criminali armati si muovono all’interno della mappa cercando di ucciderli. La squadra SWAT deve agire in fretta salvando in tempo la vita degli ostaggi.
- Bomb Threat: il giocatore deve disinnescare due bombe a tempo posizionate casualmente in due stanze della mappa. La tattica deve essere ben studiata in quanto all’inizio di ogni missione scatta un timer di 5 minuti. Come nelle altre modalità è necessario salvare i civili presenti e neutralizzare i criminali.
- Hostage Rescue: i civili sono stati presi in ostaggio dai criminali e chiusi all’interno di una stanza. Il giocatore deve agire silenziosamente alla ricerca degli ostaggi: se viene scoperto i civili verranno immediatamente uccisi. L’unico modo per portare in salvo gli innocenti è neutralizzare i malviventi.

La partita termina una volta liberata l’area dai criminali e salvati i civili. In base alla mappa e alla modalità di gioco selezionate sono presenti obiettivi specifici che non è obbligatorio completare.
Al giocatore al termine di ogni partita viene assegnato un punteggio che varia in base alle azioni che sono state svolte. Per esempio, il punteggio è più alto se i criminali vengono arrestati, se vengono raccolte prove sulla scena del crimine o se vengono completati gli obiettivi specifici. Il punteggio diminuisce se criminali e civili vengono uccisi o se il giocatore e i compagni vengono feriti. 
A parità di mappa e modalità di gioco selezionate, i nemici e gli ostaggi vengono posizionati casualmente rendendo ogni partita differente dall’altra. 

### Multigiocatore
Si tratta di una modalità cooperativa online in cui il giocatore non è assistito da compagni controllati dall’IA ma da altri giocatori reali.
Sono previste partite pubbliche o private. Quelle pubbliche permettono l’accesso a qualsiasi giocatore, quelle private solo agli amici di Steam; in entrambi i casi è consentito l’accesso a un massimo di 19 giocatori a partita. 
Le caratteristiche, le mappe e le 5 modalità di gioco sono le stesse del giocatore singolo.
In futuro verrà introdotta anche una modalità multiplayer competitiva PvP. 

### Armi
L’arsenale disponibile per il giocatore è composto da:
- Armi da fuoco principali: fucile d’assalto, mitragliatore, fucile a pompa, lanciagranate.
- Armi da fuoco secondarie: pistola, taser.
- Strumenti tattici: scudo balistico, ariete, specchietto.
- Equipaggiamenti: giubbotto antiproiettile e protezione facciale.
- Granate: flashbang, bomba fumogena, granata stinger.
- Strumenti tattici secondari: spray al peperoncino, dispositivo bloccaporte, grimaldello a pistola.

È possibile personalizzare l’arma da fuoco principale e quella secondaria con mirini laser, silenziatori, impugnature, caricatori e freni di bocca. 
Ogni giocatore può utilizzare fin dalla prima partita tutte le armi, gli equipaggiamenti e i gadget per la personalizzazione. 
Le capacità del giocatore e le azioni che può compiere sono influenzate dalle armi e dagli equipaggiamenti scelti. Per esempio lo scudo balistico garantisce una maggiore protezione dagli attacchi dei nemici ma i movimenti risultano più lenti o impossibili. 
Il giocatore deve provare le diverse configurazioni di armi ed equipaggiamenti per capire quale sia la più adatta alla mappa e alla modalità di gioco scelte, senza la possibilità di sapere a priori la combinazione ideale.  Questo tipo di impostazione sulla scelta dell’equipaggiamento è stata fatta per rendere il gioco più realistico possibile.

## Sviluppo
Il primo trailer del gioco è stato pubblicato su Youtube il 3 maggio 2017. L’8 marzo 2019 è stato distribuito un secondo trailer interamente dedicato al gameplay. Il 19 agosto 2019 è stata pubblicata la prima versione alfa del gioco disponibile solo per coloro che avevano acquistato l’edizione Sigma Special Ops.
Il 22 marzo 2021 VOID Interactive ha annunciato la collaborazione con Team17 che prevedeva la distribuzione del gioco con la loro etichetta.  Questa collaborazione è terminata con un annuncio da VOID il 20 dicembre 2021, senza specificare i motivi di questa rottura. Secondo Everyeye la causa sarebbe un livello ambientato in una scuola sul quale VOID e Team17 non hanno trovato un accordo. 
Ready or Not è stato definitivamente pubblicato il 17 dicembre 2021 in early access. 

## Distribuzione
Il gioco viene distribuito in due edizioni dal costo differente: standard e Sigma Special Ops.  La standard prevede il gioco stesso e la possibilità di scaricare gli aggiornamenti periodicamente pubblicati. La versione Sigma Special Ops comprende, oltre a quanto previsto nella standard, un pacchetto di equipaggiamenti aggiuntivi, il download gratuito della prima espansione del gioco e una copia digitale della colonna sonora del gioco.

## Accoglienza
Ready or Not è risultato il gioco più venduto su Steam nella settimana dal 20 al 26 dicembre 2021  e in quella dal 27 dicembre 2021 al 2 gennaio 2022.   Pochi giorni dopo la sua uscita, il 22 dicembre 2021, aveva ricevuto 6624 recensioni che per il 96% davano un giudizio positivo.  A distanza di un mese dalla sua uscita continua ad essere nella top 10 dei giochi più venduti su Steam classificandosi al sesto posto nella settimana dal 24 al 30 gennaio 2022.  Fino al 29 aprile 2022 le recensioni dei giocatori che hanno acquistato Ready or Not direttamente da Steam erano 42.590 di cui il 94% positive.
Everyeye ha pubblicato una prima recensione del gioco con un video su Youtube il 31 dicembre 2021. Il portale valuta positivamente l’esperienza di gioco di Ready or Not, ma esprime perplessità riguardo al comparto tecnico. Dal punto di vista grafico i criminali, i civili e gli ambienti non hanno un livello di particolari elevato mentre gli agenti di polizia e le loro armi sono molto dettagliati. L’interfaccia utente rende, in alcuni casi, difficile la navigazione e complesso l’utilizzo dei menù dedicati ad armi ed equipaggiamento. 